# Brainwave synchronization
Brainwave Syncronization também chamado de "Brainwave Entrainment" é uma forma de induzir a pessoa a um determinado estado cerebral com sons que estimulam o cérebro.

## Tipos de sons e efeitos
- sons isocrônicos: sons de apenas um tipo de frequência nos dois alto-falantes. Podem ser ouvidos sem fones de ouvido. São muito efetivos.

- sons binaurais: São sons que necessitam de ser ouvidos em fones de ouvido. São duas frequências quase iguais, uma em cada lado do fone que estimulam o cérebro.

Esses sons fazem o cérebro variar nas diversas frequências dos estados alfa, beta, gama e theta.